# Liste von Kunstwerken im öffentlichen Raum in Ostermundigen
Die Liste von Kunstwerken im öffentlichen Raum in Ostermundigen enthält öffentlich zugängliche Kunstwerke in Ostermundigen (Kanton Bern, Schweiz).
| Foto                                                                                                  |                 | Objekt                       |  | Typ                                 |  |                 | Teil von                 | Standort                                             | Künstler             | Datierung | Beschreibung |
| --- | --------------- | ---------------------------- |  | ----------------------------------- |  | --------------- | ------------------------ | ---------------------------------------------------- | -------------------- | --------- | --- |
| Pendel über dem Zentrum der Windrose, Teil der Installation von Beatrix Sitter-Liver 1998 (Foto 2020) | Datei hochladen | Windrose                     |  | Installation                        |  |                 | Schule Dennigkofen       | Dennigkofenweg 169 ·                                 | Beatrix Sitter-Liver | 1998      | Markierung des Zentrums und 8 Himmelsrichtungen an den Grenzen des Schulareals: Koordinaten am Zentrum "46° 57' 01.4" N, 7° 29' 21.3" O", Beschriftungen: z. B. "N" "Nordpol". |
| d’s Blofi                                                                                             | Datei hochladen | d’s Blofi                    |  | kinetische Installation             |  |                 | Schule Bernstrasse       | Mitteldorfstrasse 12/Bernstrasse 60 ·                | Ernst Jordi          | 1997      | |
| Hale-Bopp                                                                                             | Datei hochladen | Hale-Bopp                    |  | Installation                        |  |                 | Schule Rothus            | Wegmühlegässli 105 ·                                 | Walter Kretz         | 1997      | Grösse: 12 m |
| Kreiselbär                                                                                            | Datei hochladen | Kreiselbär                   |  | Skulptur, Kreiselinstallation Eisen |  | Verkehrskreisel |                          | Kreisel bei Bernstrasse 25 ·                         | Housi Knecht         | 1993      | |
| Jugendgruppe                                                                                          | Datei hochladen | Jugendgruppe                 |  | Statuen-Gruppe Bronze               |  |                 | Sekundarschulhaus Rothus | Wegmühlegässli 103 ·                                 | Marcel Perincioli    | 1955      | Gruppe Knabe und Mädchen |
| Dampflokomotive Elfe                                                                                  | Datei hochladen | Dampflokomotive Elfe         |  | Denkmal                             |  | Denkmal         | Schulhaus Bernstrasse    | Bernstrasse ·                                        |                      |           | Dampflokomotive Elfe der Steinbruchbahn mit Flachwagen. Baujahr Lokomotive 1873, restauriert 1980/1981, errichtet vor 1999                                                     |
| | Datei hochladen | Skulptur                     |  | Skulptur                            |  |                 | Seepark                  | Mitteldorfstrasse                                    | Agathe Zinsstag      | vor 2015  | |
| Kasthofer-Gedenkstätte                                                                                | Datei hochladen | Kasthofer-Gedenkstätte       |  | Denkmal                             |  | Denkmal         |                          | Ostermundigenberg ·                                  |                      | 1993      | Gedenkstätte für Karl Albrecht Kasthofer (1777–1853), mit dem 1992 wiederaufgefundenen Grabstein                                                                               |
| Steinhauerplatz                                                                                       | Datei hochladen | Steinhauerplatz              |  | Denkmal                             |  | Denkmal         |                          | zwischen Bernstrasse 5 und Ostermundigenstrasse 93 · |                      | vor 1999  | mit Kran und Sandsteinblöcken aus dem Steinbruch in Krauchtal |
| | Datei hochladen | Wandeisenplastik Anna Seiler |  | Skulptur Eisen                      |  |                 | Schulhaus Mösli          | Kilchgrundstrasse                                    | Hans Hartmann        |           | Entfernt vor 2015, deponiert bei Gemeindeverwaltung |
| | Datei hochladen | Silo II                      |  |                                     |  |                 |                          | Blankweg                                             | Jimmy Schneider      |           | Entfernt ca. 2012 |